# Frans Goedhart
Frans Johannes Goedhart (Amsterdam, 25 januari 1904 – aldaar, 3 maart 1990) was een Nederlands politicus, verzetsstrijder en journalist. Onder de schuilnaam Pieter 't Hoen was hij in de Tweede Wereldoorlog actief als verzetsstrijder en richtte hij de illegale verzetskrant Het Parool op. Namens de Partij van de Arbeid was hij van 1946 tot 1970 lid van de Tweede Kamer der Staten-Generaal. In 1970 vormde hij samen met fractiegenoot Wybrand Schuitemaker de fractie Groep Goedhart, die zich had afgesplitst van de PvdA, en behoorde hij tot de oprichters van de nieuwe politieke partij DS'70. In 1971 verliet hij het parlement.

## Journalist
Omdat zijn vader overleden was en zijn moeder niet in staat was hem te verzorgen, groeide Frans Goedhart vanaf zijn zesde jaar op in verschillende weeshuizen. Hij doorliep de MULO en werd in 1922 als leerling-journalist aangenomen bij de Velpsche Courant. In 1924 trad hij in dienst van De Telegraaf, maar na anderhalf jaar werd hij ontslagen, omdat hij aan astma leed. Goedhart was vervolgens werkzaam bij de Belgische krant Het Laatste Nieuws. Zijn optreden in een grote typografenstaking in 1931 leidde tot zijn ontslag. Hij keerde terug naar Nederland, werd lid van de Communistische Partij Holland en werd redacteur binnenland van het partijorgaan De Tribune. Goedhart sloot zich aan bij een linkse oppositie binnen de partij en bewoog richting het radencommunisme. Kritiek op de CPH en het dictatoriale karakter van de Sovjet-Unie leidde echter in 1934 tot zijn royement. Later in de jaren 30 werkte Goedhart opnieuw voor een Belgische krant: de socialistische Vooruit.

## Illegale nieuwsbrief
Na het uitbreken van de Tweede Wereldoorlog bracht Goedhart illegaal de Nieuwsbrief van Pieter 't Hoen uit, met politieke opiniërende artikelen over de situatie waarin Nederland terecht was gekomen. Nadat hij steun kreeg van enkele medestanders, waaronder de voorzitter van de SDAP Koos Vorrink, werd de Nieuwsbrief omgevormd tot de illegale krant Het Parool. In januari 1942 werd Goedhart samen met de politicus Herman Wiardi Beckman gearresteerd op het strand van Scheveningen bij een poging naar Engeland te vluchten. Goedhart kreeg de doodstraf, maar slaagde erin op 2 augustus 1943 bij een transport uit het kamp Vught uit zijn gevangenschap te ontsnappen. Hij hervatte zijn werkzaamheden voor Het Parool en schreef mee aan een basisprogramma voor een socialistische vernieuwing van de democratie. Direct na de bevrijding van Nederland was Goedhart achtereenvolgens lid van de Nationale Adviescommissie en het Noodparlement. Voor zijn verzetsdaden werd hij onderscheiden met de Amerikaanse Medal of Freedom. Tot hoofdredacteur van het naoorlogse Parool werd echter niet hij benoemd, maar zijn bijna-naamgenoot Gerrit Jan van Heuven Goedhart. Frans Goedhart bleef nog tien jaar als redacteur en voorzitter van de stichting aan Het Parool verbonden. In 1955 vertrok hij na een conflict met hoofdredacteur Koets.

## Partij van de Arbeid
Goedhart werd lid van het dagelijks bestuur van de nieuw opgerichte Partij van de Arbeid. Hij was kandidaat bij de Tweede Kamerverkiezingen 1946, maar werd niet gekozen. Nadat Wim Schermerhorn in oktober 1946 de Kamer verliet om voorzitter van de Commissie-Generaal voor Nederlands Oost-Indië te worden, kwam Goedhart alsnog in de Tweede Kamer. Hij hield zich in het parlement vooral bezig met buitenlandse zaken en defensie. Tevergeefs reisde hij in 1947 naar Indië om een oorlog te voorkomen. Hij was tegenstander van de Indië-politiek van de kabinetten-Drees. In 1965 stemde hij met vier fractiegenoten tegen de Goedkeuringswet van het huwelijk van prinses Beatrix met Claus von Amsberg. Hij was een steunpilaar van de NAVO en waarschuwde voortdurend tegen het dreigende bolsjewisme. Hij trok de aandacht toen hij in 1950 de regering vroeg of deze reden had om te twijfelen aan de bereidheid van H.M. de Koningin om een eventueel mobilisatiebevel te ondertekenen.
Uit onvrede met de opkomst van Nieuw Links binnen de PvdA en de afkeuring door zijn partij van de Amerikaanse Vietnam-politiek, verliet hij in 1970 samen met Wybrand Schuitemaker de fractie van de PvdA om als onafhankelijke groep Goedhart verder te gaan. Tegelijkertijd richtte hij samen met onder andere Willem Drees jr. de partij DS'70 op. Hij was echter bij de Tweede Kamerverkiezingen 1971 geen kandidaat voor de nieuwe partij. Mede vanwege gezondheidsproblemen verliet Goedhart de landelijke politiek. Vanwege zijn 25-jarig Kamerlidmaatschap was hij in 1970 onderscheiden als Commandeur in de Orde van de Nederlandse Leeuw.
Frans Goedhart overleed in 1990 op 86-jarige leeftijd.

## Publicaties van Frans Goedhart
- Pieter 't Hoen: Terug uit Djokja. Amsterdam, Stichting Het Parool, 1946
- F.J. Goedhart: Een revolutie op drift. Indonesisch reisjournaal. Amsterdam, Van Oorschot, 1953

## Publicaties over Frans Goedhart
- Madelon de Keizer: Frans Goedhart, een biografie. Journalist en politicus, 1904-1990. Amsterdam, Bert Bakker, 2012. ISBN 9789035135574
- Madelon de Keizer: Het Parool 1940-1945. Verzetsblad in oorlogstijd. Proefschrift Universiteit Leiden, 1991. 2e herz. druk: Amsterdam, Cramwinckel, 1991. ISBN 90-71894-28-2 en ISBN 90-71894-27-4